# Bishop Nehru
Markel Scott (26 augustus 1996), beter bekend onder zijn artiestennaam Bishop Nehru is een Amerikaans rapper en producer uit Rockland County, New York.

## Discografie
| Album                      | Jaar | Opmerkingen      |
| -------------------------- | ---- | ---------------- |
| Nehruvia: The Mixtape      | 2012 |                  |
| Nehruvia: StrictlyFLOWz    | 2013 |                  |
| BrILLiant Youth EP         | 2014 | Met Dizzy Wright |
| NEHRUVIANDOOM              | 2014 | Met MF Doom      |
| Nehruvia: Ununderstandable | 2014 |                  |
| MAGIC 19                   | 2016 |                  |